# Jacobina do Piauí
Jacobina do Piauí là một đô thị thuộc bang Piauí, Brasil. Đô thị này có diện tích 1443,257 km², dân số năm 2007 là 5587 người, mật độ 3,87 người/km².